# Émile Deschamps

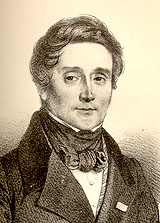
Émile Deschamps.

Émile Deschamps de Saint-Amand, född 20 februari 1791 i Bourges, död 23 april 1871 i Versailles, var en fransk skald. Han var bror till Antony Deschamps.
Deschamps var en av ledarna av romantikskolan. Han grundade tillsammans med Victor Hugo tidningen La Muse Française (1824) där de skrev om romantiken i diktform och historier signerat "Le Jeune Moraliste". Fyra år senare samlade han och publicerade Études française et étrangères (1828) som bestod av poesi och översättningar. Han publicerade La paix conquise (1812), ett ode som fick beröm av själve Napoleon, samt Contes physiologiques (1854); och Réalités fantastiques (1854). Därutöver skrev han några noveller, ett par Shakespearetolkningar samt operatexter för Daniel-François-Esprit Auber, Gioacchino Rossini och Hector Berlioz. Hans Œuvres Complètes publicerades i sex band (1872–1874).